# 心の旅 (チューリップの曲)
「心の旅」（こころのたび）は、1973年4月20日に発売されたチューリップの通算3枚目のシングル。

## 解説
デビューからビートルズの影響を受けたシングル2枚・アルバム2枚を出したがヒットせず、3枚目のシングルが売れなかったら、地元福岡に帰るという話がでてきていた頃に背水の陣として生まれた曲である。
リーダー財津和夫が上京する直前の心境（上京のために別れた女性への想い、など）を原点に書かれた。
この曲を作るに当たって意識した曲は、はしだのりひことクライマックスの『花嫁』であり、この曲にも歌われている汽車の旅のロマンが受け入れられるのではと考えたと言う。
メインボーカルは姫野達也が担当。当初の予定では作詞・作曲した財津が歌うはずであったが、レコーディングの直前になってスタッフ・関係者の間で「財津より、甘い声が魅力の姫野に歌わせよう」ということになった。また同じく直前に曲構成を変更し、サビの部分を冒頭に持ってきた。
オリコン初登場は71位。その後、徐々に人気が出始め、発売から約5ヶ月が経った1973年9月10日付のオリコンシングルチャートで1位を獲得した。9月18日時点で87万枚の売り上げを記録し、チューリップ最大のヒット曲となった。また本作はチューリップ唯一のオリコンチャート1位獲得シングルでもある。発売1ヶ月半後の6月5日にはセミ・ベスト・アルバムが発売された。
2016年10月25日には「青春の影」と共に『2006 Anniversary Mix』がシングルカットされた。これが、2021年現在最後のチューリップのシングルである。

## 収録曲
全曲作詞・作曲：財津和夫　編曲：チューリップ　弦管編曲：青木望
1. 心の旅
2. 夢中さ君に
  - ライブのアンコールで歌われる定番曲で、今日に至るまで第3期中盤を除いて比較的多く選曲され、また財津のソロライブでも披露されている。ライブではAメロ、Bメロで1回ずつ「財津さん!」と観客から掛け声がかかる。

## エピソード
- 3枚目のシングル曲として最初に候補に挙がっていたのは、心の旅ではなく「風よ」という曲だった（同曲はアルバム『TULIP BEST 心の旅』に収録されている）。また、このような経緯からか同曲はアルバムに収録後もライブで演奏されることはほとんどなかったにもかかわらず、1989年の解散ツアー（Live act TULIP FINAL TOUR Well）のアンコールでメドレー形式ではあったが人気曲と並んで演奏された。
- 本作のヒットでチューリップはメジャーバンドとなったが、本来自分が歌うはずだったものをメンバー最年少の姫野が歌いヒットしたことで、リーダー財津の心境はかなり複雑だったようである[3]。
- 財津自身ものちにソロアルバム『CALL』（1992年）や『サボテンの花〜grown up〜』（2004年）などで心の旅をセルフカバーした。
- チューリップのメンバーは、上京時から南青山のアパートで5人全員での共同生活をしていたが、本作のヒットでその生活から解放されることになる[6]。
- 「心の旅」のヒットによって、チューリップは「自分たちの意思とは関わりなくアイドルになってしまった」と財津は語っている[7]。このイメージから離脱することになるのが翌年発売の「青春の影」である。

## 楽曲の使用
- テレビ番組
  - CX系「人情一本こころの旅」テーマソング（1988年）
  - CX系 タカトシ&温水が行く小さな旅シリーズ エンディングテーマ
- コマーシャル
  - トヨタ・カリーナ T210系前期型
  - JR西日本"九州シンフォニー(卒業旅行篇)"キャンペーン
- その他
  - 西鉄宮地岳線（現・貝塚線）では終着（上りは貝塚駅、下りは三苫駅・津屋崎駅）時の車内メロディに使用されていた。

## カバーしたアーティスト
- あべ静江 『透きとおった哀しみ』（1974年）
- 小柳ルミ子 『あたらしい友達』（1974年）
- 伊藤咲子 『ひまわり娘』（1974年）
- 桜田淳子『グランド・デラックス』（1974年7月5日発売）
- 岩崎宏美 『ロマンティック・コンサート』（1975年、ライブ）
- 有頂天（1985年）
- 吉田栄作 『少年のいた夏』『Let's Get Out! 〜20th Anniversary Best〜』（1990年）※吉田のシングルとして一番の売上（約40万枚）。『第41回NHK紅白歌合戦』出場曲。
- DEE CHIKA 『遠くへ』（2002年）
- GO!GO!7188 『虎の穴』（2002年）
- 中澤裕子 保田圭 矢口真里『FOLK SONGS 4』（2003年）
- ビリケン 『ビリケンアルバム1』（2003年）
- けちゃっぷmania 『GAL盤 卒業篇』（2005年）
- 東京60WATTS 『夏は終わりぬ』（2007年）
- カバーソング・ドールズ 『Cover Song Dolls』（2007年）
- NUM42 『PUNK MASH UP JAPAN!』（2008年）
- Mic Breakers 『約束をかわそう』（2008年）
- 桑田佳祐『昭和八十三年度!ひとり紅白歌合戦』（2008年）
- 三瓶由布子 『夏のあらし! キャラクターソングアルバム「歌声喫茶方舟」』（2009年）
- ME FIRST AND THE GIMME GIMMES 『Sing In Japanese』（2011年）
- 珠城りょう 『OLDIES-TAKARAZUKA NATSUMERO SONG-』（2012年）
- 福山雅治 （『「魂リク」』）（2015年）
- 絢香
- 三好絵梨香・岡田唯
- 山内惠介